# Coupe d'Angleterre de rugby à XV
La Coupe d'Angleterre de rugby à XV, également appelée coupe anglo-galloise de 2005 à 2018, est une compétition à élimination directe mettant aux prises les clubs anglais depuis 1972.
Sponsoring oblige, cette compétition a connu plusieurs noms : John Player Cup de 1972 à 1988, Pilkington Cup de 1989 à 1998, Tetley's Bitter Cup en 1999 et 2000, Powergen Cup de 2001 à 2005, EDF Energy Cup entre 2006 et 2009 et LV= Cup depuis 2009. Depuis 2005, toujours sous le nom de Powergen Cup, elle est devenue la Coupe anglo-galloise à laquelle participent les douze clubs anglais du Premiership et les quatre équipes galloises engagées en Pro12. 
À partir de la saison 2018-2019, la compétition est renommée Premiership Rugby Cup à la suite du retrait des équipes galloises.

## Histoire

### Les débuts: le rugby anglais avant la création de la compétition en 1972

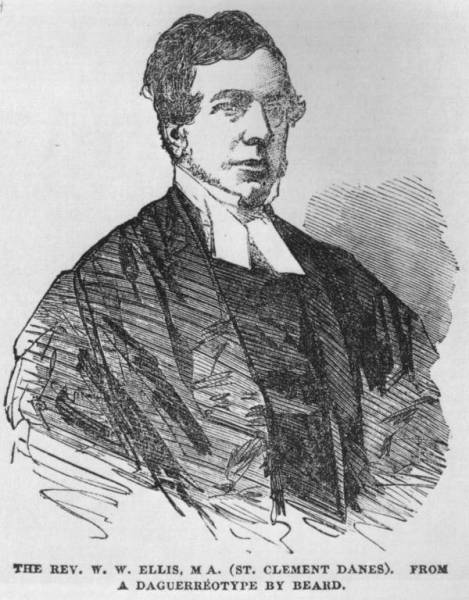
William Webb Ellis

Depuis la légendaire invention du rugby en 1823 par William Webb Ellis,, et son officialisation le 8 décembre 1863 par les étudiants de l'Université de Cambridge, la pratique de ce sport se cantonne à des rencontres traditionnelles entre clubs, arrangées par ceux-ci, à l'instar des affrontements bisannuels entre le Blackheath RC et le Richmond FC instaurés le 19 décembre 1868 et qui constituent le plus ancien affrontement régulier entre deux clubs dans l'histoire du rugby. Cette organisation libre du rugby reste longtemps en vigueur car la Rugby Football Union, fondée en 1871, s'oppose à la création de toute compétition officielle estimant que la pratique de ce sport y perdrait son esprit d'amateurisme. 
C'est une des raisons (avec la possibilité de rémunérer les joueurs) de la scission des clubs du Nord qui créent en 1896 la Northern Rugby Football Union, qui deviendra plus tard la Rugby Football League, et organisera la Challenge Cup, la Coupe d'Angleterre de rugby à XIII, dès 1897[réf. nécessaire].
Les County Cups disputées par les clubs et le County Championship disputé par les équipes des comtés sont pendant longtemps les seules compétitions organisées en dehors des rencontres traditionnelles entre clubs. La hiérarchie entre les différentes équipes pendant la saison se résume aux classements publiés par le Daily Telegraph et les journaux locaux comme le Yorkshire Post. Ces classements, établis à partir des résultats de chaque club, varient fortement d'un journal à un autre et ne constituent au mieux qu'une estimation de la performance des équipes au cours de la saison. 

### Les premières éditions
La première compétition officielle instaurée en 1972 par la Fédération anglaise de rugby à XV est la Coupe d'Angleterre.

### L'entrée dans l'ère professionnelle

Logo de la compétition de 2001 à 2005.

### La Coupe anglo-galloise

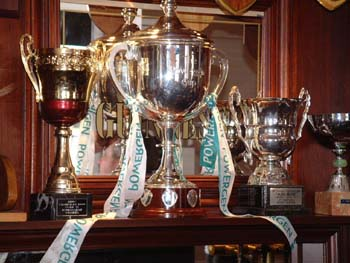
Le trophée remporté par le vainqueur de la compétition a pour nom la Calcutta Cup.

Un changement de format intervient en 2005. La compétition est désormais réservée aux douze clubs anglais de Premiership auxquels s'adjoignent les quatre franchises régionales (récemment créées) du pays de Galles.
Dès la saison 2005 – 2006, une phase qualificative se joue dans quatre poules de quatre formations (trois clubs anglais et une franchise galloise). Après que chaque équipe a rencontré les trois autres de son groupe, les premiers de chaque poule sont qualifiés pour les demi-finales disputées sur terrain neutre. Les deux vainqueurs s'affrontent en finale au stade de Twickenham jusqu'en 2009. À partir de l'édition 2009-2010, le format de la phase de poule change : les affrontements ne se font plus au sein d'un même groupe mais de manière inter-groupe ; les équipes disputent donc quatre matchs en phase de groupe. Les premiers de poule sont toujours qualifiés en demi-finale, puis les vainqueurs s'affrontent en finale, qui se tient désormais dans un stade différent d'une année à l'autre.

### Premiership Rugby Cup
La Premiership Rugby Cup a été créée pour remplacer la coupe anglo-galloise lorsque les régions galloises ont décidé de ne plus s'engager dans cette compétition pour la saison 2018-2019. Réservée aux clubs de Premiership anglais, la coupe est créée pour permettre aux jeunes joueurs de disputer davantage de matches dans les stades de Premiership.
Le format de la compétition sera constitué des douze équipes de Premiership regroupées en trois groupes de quatre. Les matches se dérouleront pendant les week-ends internationaux de rugby de Test match et de tournoi des Six Nations. Les trois vainqueurs de chaque poule et le meilleur deuxième seront qualifiés pour les demi-finales.

## Palmarès

Le logo de la compétition lors de son partenariat avec Électricité de France entre 2006 et 2009.

À partir de la saison 2005 – 2006, le palmarès devient celui de la Coupe anglo-galloise. Les équipes sont anglaises sauf mention  (galloises).
| Année de la finale                                                           | Vainqueur          | Score     | Finaliste          | Lieu de la finale                      | Spectateurs |
| ---------------------------------------------------------------------------- | ------------------ | --------- | ------------------ | -------------------------------------- | ----------- |
| 1972                                                                         | Gloucester RFC     | 17 – 6    | Moseley RFC        | Stade de Twickenham, Londres           |             |
| 1973                                                                         | Coventry RFC       | 27 – 15   | Bristol Rugby      | Stade de Twickenham, Londres           |             |
| 1974                                                                         | Coventry RFC       | 26 – 6    | London Scottish FC | Stade de Twickenham, Londres           |             |
| 1975                                                                         | Bedford Blues      | 28 – 12   | Rosslyn Park FC    | Stade de Twickenham, Londres           |             |
| 1976                                                                         | Gosforth           | 23 – 14   | Rosslyn Park FC    | Stade de Twickenham, Londres           |             |
| 1977                                                                         | Gosforth           | 28 – 12   | Waterloo RFC       | Stade de Twickenham, Londres           |             |
| 1978                                                                         | Gloucester RFC     | 6 – 3     | Leicester Tigers   | Stade de Twickenham, Londres           |             |
| 21 avril 1979                                                                | Leicester Tigers   | 15 – 12   | Moseley RFC        | Stade de Twickenham, Londres           |             |
| 19 avril 1980                                                                | Leicester Tigers   | 21 – 9    | London Irish       | Stade de Twickenham, Londres           |             |
| 2 mai 1981                                                                   | Leicester Tigers   | 15 – 12   | Gosforth           | Stade de Twickenham, Londres           |             |
| 1982                                                                         | Gloucester RFC     | 12 – 12   | Moseley RFC        | Stade de Twickenham, Londres           |             |
| 1983                                                                         | Bristol Rugby      | 28 – 22   | Leicester Tigers   | Stade de Twickenham, Londres           |             |
| 1984                                                                         | Bath Rugby         | 10 – 9    | Bristol Rugby      | Stade de Twickenham, Londres           |             |
| 1985                                                                         | Bath Rugby         | 24 – 15   | London Welsh       | Stade de Twickenham, Londres           |             |
| 1986                                                                         | Bath Rugby         | 25 – 17   | Wasps RFC          | Stade de Twickenham, Londres           |             |
| 1987                                                                         | Bath Rugby         | 19 – 12   | Wasps RFC          | Stade de Twickenham, Londres           |             |
| 1988                                                                         | Harlequins         | 28 – 22   | Bristol Rugby      | Stade de Twickenham, Londres           |             |
| 1989                                                                         | Bath Rugby         | 10 – 6    | Leicester Tigers   | Stade de Twickenham, Londres           |             |
| 1990                                                                         | Bath Rugby         | 48 – 6    | Gloucester RFC     | Stade de Twickenham, Londres           |             |
| 1991                                                                         | Harlequins         | 25 – 13   | Northampton Saints | Stade de Twickenham, Londres           |             |
| 2 mai 1992                                                                   | Bath Rugby         | 15 – 12   | Harlequins         | Stade de Twickenham, Londres           | 62 000      |
| 1er mai 1993                                                                 | Leicester Tigers   | 23 – 16   | Harlequins         | Stade de Twickenham, Londres           | 54 000      |
| 1994                                                                         | Bath Rugby         | 21 – 9    | Leicester Tigers   | Stade de Twickenham, Londres           |             |
| 6 mai 1995                                                                   | Bath Rugby         | 36 – 16   | Wasps RFC          | Stade de Twickenham, Londres           | 60 000      |
| 5 mai 1996                                                                   | Bath Rugby         | 16 – 15   | Leicester Tigers   | Stade de Twickenham, Londres           | 75 000      |
| 11 mai 1997                                                                  | Leicester Tigers   | 9 – 3     | Sale Sharks        | Stade de Twickenham, Londres           | 75 000      |
| 9 mai 1998                                                                   | Saracens           | 48 – 18   | Wasps RFC          | Stade de Twickenham, Londres           | 65 000      |
| 15 mai 1999                                                                  | Wasps RFC          | 29 – 19   | Newcastle Falcons  | Stade de Twickenham, Londres           | 48 000      |
| 13 mai 2000                                                                  | London Wasps       | 31 – 23   | Northampton Saints | Stade de Twickenham, Londres           | 48 000      |
| 24 février 2001                                                              | Newcastle Falcons  | 30 – 27   | Harlequins         | Stade de Twickenham, Londres           |             |
| 20 avril 2002                                                                | London Irish       | 38 – 7    | Northampton Saints | Stade de Twickenham, Londres           | 75 000      |
| 5 avril 2003                                                                 | Gloucester RFC     | 40 – 22   | Northampton Saints | Stade de Twickenham, Londres           | 75 000      |
| 17 avril 2004                                                                | Newcastle Falcons  | 37 – 33   | Sale Sharks        | Stade de Twickenham, Londres           | 38 590      |
| 16 avril 2005                                                                | Leeds Tykes        | 20 – 12   | Bath Rugby         | Stade de Twickenham, Londres           | 60 347      |
| 9 avril 2006                                                                 | London Wasps       | 26 – 10   | Llanelli Scarlets  | Stade de Twickenham, Londres           | 57 212      |
| 15 avril 2007                                                                | Leicester Tigers   | 41 – 35   | Ospreys            | Stade de Twickenham, Londres           | 43 755      |
| 12 avril 2008                                                                | Ospreys            | 23 – 6    | Leicester Tigers   | Stade de Twickenham, Londres           | 65 756      |
| 18 avril 2009                                                                | Cardiff Blues      | 50 – 12   | Gloucester RFC     | Stade de Twickenham, Londres           | 55 000      |
| 21 mars 2010                                                                 | Northampton Saints | 30 – 24   | Gloucester RFC     | Sixways Stadium, Worcester             | 12 024      |
| 20 mars 2011                                                                 | Gloucester RFC     | 34 – 7    | Newcastle Falcons  | Franklin's Gardens, Northampton        | 6 848       |
| 18 mars 2012                                                                 | Leicester Tigers   | 26 – 14   | Northampton Saints | Sixways Stadium, Worcester             | 11 895      |
| 17 mars 2013                                                                 | Harlequins         | 32 – 14   | Sale Sharks        | Sixways Stadium, Worcester             | 8 287       |
| 16 mars 2014                                                                 | Exeter Chiefs      | 15 – 8    | Northampton Saints | Sandy Park, Exeter                     | 10 744      |
| 22 mars 2015                                                                 | Saracens           | 23 – 20   | Exeter Chiefs      | Franklin's Gardens, Northampton        | 8 365       |
| L'édition 2015-2016 n'est pas disputée en raison de la coupe du monde 2015.  |                    |           |                    |                                        |             |
| 19 mars 2017                                                                 | Leicester Tigers   | 16 – 12   | Exeter Chiefs      | The Stoop, Londres                     | 6 080       |
| 30 mars 2018                                                                 | Exeter Chiefs      | 28 – 11   | Bath Rugby         | Kingsholm Stadium, Gloucester          | 8 074       |
| 17 mars 2019                                                                 | Northampton Saints | 23 – 9    | Saracens           | Franklin's Gardens, Northampton        | 15 250      |
| 21 septembre 2020                                                            | Sale Sharks        | 27 – 19   | Harlequins         | AJ Bell Stadium, Sale                  | 0,          |
| L'édition 2020-2021 n'est pas disputée en raison de la pandémie de Covid-19. |                    |           |                    |                                        |             |
| 17 mai 2022                                                                  | Worcester Warriors | 25 - 25ap | London Irish       | Brentford Community Stadium, Brentford | 9 531       |
| 19 mars 2023                                                                 | Exeter Chiefs      | 24 - 20ap | London Irish       | Brentford Community Stadium, Brentford | 7 663       |
| 15 mars 2024                                                                 | Gloucester Rugby   | 23 - 13   | Leicester Tigers   | Kingsholm Stadium, Gloucester          | 14 460      |
| 16 mars 2025                                                                 | Exeter Chiefs      | 14 - 48   | Bath Rugby         | Sandy Park, Exeter                     | 11 182      |

Il peut être également noté que seul quatre joueurs français Philippe Sella (1998), Ludovic Mercier (2003), Olivier Azam (2003) et Raphaël Ibañez(2006)  ont remporté cette épreuve.